# Confederação Pan-Americana de Ciclismo
A Confederação Panamericana de Ciclismo (COPACI), é um organismo autónomo, constituído pelas associações nacionais de ciclismo dos países do continente americano, membros da UCI e reconhecidas como únicas autoridades desta disciplina pelos seus respectivos Comités Olímpicos Nacionais. O seu actual presidente é o cubano José Manuel Peláez Rodríguez. Desde 1974 organiza os Campeonato Panamericano de Ciclismo em Estrada, Pista, MTB, BMX, Ciclocross e outras disciplinas do ciclismo.

## Fundação
Foi fundada em 24 de setembro de 1922 na cidade de Montevideo, República Oriental do Uruguai, baixo o nome Confederação Americana de Ciclismo pelo que se constitui na segunda organização ciclística mais antiga do mundo depois da União Ciclista Internacional.

## Organização
COPACI é o órgão reitor da atividade ciclística na América. Interactua com mais de 40 Federações Nacionais, com a Organização Desportiva Panamericana (ODEPA), os Comités Olímpicos Nacionais, a União Ciclística Internacional e demais instituições desportivas subregionais.
É também o órgão representativo comum do desporto do ciclismo no continente americano, que reconhece ao movimento olímpico promovido pelo Comité Olímpico Internacional (COI), e os preceitos estatutários e regulamentares da União Ciclista Internacional (UCI), e da Organização Desportiva Panamericana.
O seu Comité Executivo tem sede na cidade em que habita o Presidente da Confederação, neste caso Cuba.

## Resumo Histórico
O seu primeiro presidente foi o Uruguaio Juan Bruno Maglia, quem desempenhou o cargo durante 36 anos, até que em 1958 foi substituído pelo colombiano Marcos Arambula Durán, que esteve à frente do organismo por espaço de 21 anos, mandato em que mudou de nome pelo actual de Confederação Panamericana de Ciclismo.
Arambula exerceu até ao ano 1979, data onde o venezuelano Armando Ustariz resultou eleito presidente, responsabilidade que desempenhou até 1987.
Nesse ano, o comando tomou-o Guillermo Gutiérrez, do México, quem manteve-se como presidente por um período de quatro anos.
Em 1991, resultou eleito Presidente José Manuel Peláez Rodríguez, quem posteriormente foi eleito Membro do Comité Director da União Ciclista Internacional (UCI) até à actualidade.

## Presidentes
| Período   | Nome                         | País      |
| --------- | ---------------------------- | --------- |
| 1922–1958 | Juan Bruno Maglia            | Uruguai   |
| 1958–1979 | Marcos Arambula Durán        | Colômbia  |
| 1979–1987 | Armando Ustariz              | Venezuela |
| 1987–1991 | Guillermo Gutiérrez          | México    |
| 1991–     | José Manuel Peláez Rodríguez | Cuba      |

## Federações filiadas
Em 2014, são 39 federações nacionais filiadas a COPACI, enquanto 6 federações são convidadas mas sem voto.
| Antiga e Barbuda    | Haiti                       |
| Argentina           | Honduras                    |
| Aruba               | Ilhas Caimão                |
| Bahamas             | Ilhas Virgens Americanas    |
| Barbados            | Jamaica                     |
| Belize              | México                      |
| Bermudas            | Nicarágua                   |
| Bolívia             | Panamá                      |
| Brasil              | Paraguai                    |
| Canadá              | Peru                        |
| Chile               | Porto Rico                  |
| Colômbia            | República Dominicana        |
| Costa Rica[12]      | San Cristovão e Neves       |
| Cuba                | San Vicente e as Granadinas |
| Equador             | Santa Lúcia                 |
| El Salvador         | Suriname                    |
| Estados Unidos      | Trinidade e Tobago          |
| Granada             | Uruguai                     |
| Guatemala           | Venezuela                   |
| Guiana              |                             |
| Convidados sem voto |                             |
| Curaçao             | Martinica                   |
| Dominica            | Ilhas Virgens Britânicas    |
| Guadalupe           | Sint Maarten                |